# Ab Tresling
Ab Tresling   (la Haia, 4 de maig de 1909 - Breda, 29 d'octubre de 1980) va ser un jugador d'hoquei sobre herba neerlandès que va competir durant la dècada de 1920.
El 1928 va prendre part en els Jocs Olímpics d'Amsterdam, on va guanyar la medalla de plata com a membre de l'equip neerlandès en la competició d'hoquei sobre herba.